# Gilbert C. Ross
Gilbert C. Ross (* 5. Juni 1878 in Gold Hill, Nevada; † 9. Oktober 1947 in Reno, Nevada) war ein US-amerikanischer Politiker. Zwischen 1911 und 1915 war er Vizegouverneur des Bundesstaates Nevada.

## Werdegang
Die Quellenlage über Gilbert Ross ist sehr schlecht. Sicher ist, dass er zumindest zeitweise in Nevada lebte und Mitglied der Demokratischen Partei war. Beruflich war er auf dem Bildungssektor und als Geschäftsmann tätig. Außerdem übte er zwischenzeitlich das Amt des State Bank Examiner aus.
1910 wurde Ross an der Seite von Tasker Oddie zum Vizegouverneur von Nevada gewählt. Dieses Amt bekleidete er zwischen 1911 und 1915. Dabei war er Stellvertreter des Gouverneurs und Vorsitzender des Staatssenats. In dieser Zeit kam es zu einigen Verstimmungen zwischen dem Republikaner Oddie und dem Demokraten Ross. Nach seiner Zeit als Vizegouverneur verliert sich seine Spur wieder.